# التسلسل الزمني لعلم الأحافير
الجدول الزمني لعلم الأحافير

## العصر الكلاسيكي القديم - القرن السادس عشر
- القرن السادس قبل الميلاد - جادل الفيلسوف اليوناني السابق لسقراط زينوفانيس من كولوفون بأن أحافير الكائنات البحرية تدل أن الأرض الجافة كانت مغمورة بالمياه في وقت ما.[1]
- القرن الرابع قبل الميلاد - أفترض أرسطو أن صخور الأحافير ناتجة عن الزفير البخاري.[2]
- 1027 - عالم الطبيعة الفارسي ابن سينا شرح تكهنات أرسطو في كتاب الشفاء بإقتراحه أن الأحافير نتجت عن السوائل المتحجرة.[2]
- 1031-1095 - عالم الطبيعة الصيني شين كو يستخدم أدلة من الأحافير البحرية الموجودة في جبال تايهانغ ليستنتج العمليات الجيولوجية التي تسببت في تغير أماكن الشواطئ مع مرور الوقت، [3] كما استخدم الخيزران المتحجر الموجود تحت الأرض في يانان، ليناقش فكرة تغير المناخ التدريجي.[4]
- 1320-1390 - ألبرت ساكسونيا يطوير نظرية ابن سينا عن السوائل المتحجرة.[2]
- ج. 1500 - استخدم ليوناردو دافنشي ظاهرة الأثر الأحفوري لاستكمال فرضيته حول الطبيعة الحيوية للأجسام الأحفورية.[5]

## القرن السابع عشر
- 1665 - روبرت هوك قارن في كتابه الفحص المجهري بين الخشب المتحجر والخشب العادي، وخلص إلى أن الخشب المتحجر تكون من الخشب المنقوع في المياه الغنية بالمعادن، وجادل بأن أحافير مثل أصداف الأمونيت أنتجت بنفس الطريقة، مما أثار الجدل حول الأصل العضوي للأحافير وإمكانية الانقراض.[6]
- 1669 - نيكولاس ستينو كتب أن بعض أنواع الصخور تكونت من طبقات من الرواسب المترسبة في الماء، وأن الأحافير ما هي إلا بقايا عضوية طمرت أثناء هذه العملية.[6]
- 1699 - إدوارد لويد سمى جنساً ونوعاً جديداً ومختلفة من الصورابودات. وبهذا يكون أول كائن من ما قبل التاريخ يُعرَّف على أنه دينصور.

## القرن الثامن عشر
- 1770 - عثر على عظام متحجرة لحيوان ضخم في محجر بالقرب من ماستريخت في هولندا. ولاحقاً في عام 1808، جورج كوفييه عرفعها على أنها من الزواحف البحرية المنقرضة، وفي عام 1822 أطلق عليها ويليام كونيبير اسم موزاصور.[7][8]
- 1789 - اكتشاف هيكل عظمي لحيوان كبير في الأرجنتين. في عام 1796 أفاد كوفييه بأن هذا الكائن له صلة بكسلان الأشجار الحديث وأطلق عليه اسم ميغاثيريوم أو البهضم كما يطلق عليه في العربية.[9]
- 1796 - قدم كوفييه ورقة عن الأفيال الحية والأحفورية، توضح أن الماموث كان نوعًا مختلفًا عن أنواع الفيلة الحية. مجادلاً فيها بأن هذا أثبت حقيقة الانقراض الذي ينسبه إلى نظرية الكارثة الجيولوجية.[10]
- 1800 - كتب كوفييه بأن الأحفورة التي عثر عليها في بافاريا تُظهر زاحفًا طائرًا؛ وأطلق عليها اسم تيروداكتيل عام 1809.

## القرن التاسع عشر
- 1808 - نشر كوفييه وألكسندر برونجنيارت النتائج الأولية لمسحهما لجيولوجيا حوض باريس، مستخدمين الأحافير الموجودة في طبقات مختلفة لإعادة بناء التاريخ الجيولوجي للمنطقة.[11]
- 1811 - ماري أنينغ وشقيقها جوزيف يكتشفان البقايا المتحجرة لإكتيوصور في لايم ريجيس .
- 1815 - نشر ويليام سميث "الخريطة التي غيرت العالم"، وهي أول خريطة جيولوجية لإنجلترا وويلز وجنوب اسكتلندا، مستخدمين الأحافير لربط طبقات الصخور ببعضها.
- 1821 - حلل ويليام باكلاند كهف كيركديل في يوركشاير، الذي يحتوي على عظام أسود وفيلة ومجموع من وحيد القرن، وخلص إلى أنه كان عرين ضباع في عصور ما قبل التاريخ.
- 1821-1822 - ماري أنينغ تكتشف أول هيكل عظمي لبليسيوصور في العالم في لايم ريجيس.
- 1822 - ماري آن مانتل وجديون مانتل يكتشفان أسنانًا أحفورية لدينصور إغوانودون.
- 1822 - ابتكر محرر المجلة الفرنسية جورنال دي فيزيك هنري ماري دوكروتي دي بلينفيل كلمة "paleontologie" (علم الأحافير) ليستخدمها لإعادة بناء الحيوانات والنباتات القديمة من الأحافير.
- 1823 - عثر بكلاند على هيكل عظمي بشري مع بقايا ماموث في كهف بافيلاند في شبه جزيرة جاور، ولكن في ذلك الوقت لم يكن من المقبول أن يعني هذا أن البشر والماموث كانا قد عاشا معًا في نفس المكان والزمان.[12]
- 1824 - عثر بكلاند على فك سفلي لدينصور الميغالوصور اللاحم.
- 1829 - نشر بكلاند بحثًا عن العمل الذي قام به هو وماري أنينغ في تحديد وتحليل البراز المتحجر الموجود في لايم ريغيس وأماكن أخرى. نحت بكلاند مصطلح كوبورليت لوصف البراز المتحجر، واستخدمهم لتحليل سلاسل الغذاء القديمة.[13]
- 1830 - مناظرة كوفيير وجيوفري في باريس حول تحديد بنية الحيوان.
- 1831 - نشر مانتل ورقة ذات تأثير كبير بعنوان "عصر الزواحف" تلخص أدلة على فترة ممتدة كانت فيها الزواحف الكبيرة هي الحيوانات المهيمنة.[14]
- 1832 - عثر مانتل على هيكل عظمي جزئي لدينصور الهيليوصور .
- 1836 - وصف إدوارد هيتشكوك آثار أقدام ( يوبرنتيس و أوتوزوم) لطيور عملاقة من التكوينات الجوراسية في ولاية كونيتيكت. في وقت لاحق سيتم التعرف عليهم خطوات سير دينصورات.
- 1841 - أنشأ عالم التشريح ريتشارد أوين رتبة جديدة من الزواحف، الدينصورات، وضمن داخلها: إغواندون و ميغالوصور و الهيليوصور، الذي اكتشفه مانتل و بكلاند.
- 1841 - إنشاء أول مقياس زمني جيولوجي عالمي على يد جون فيليبس بناءً على نوع الأحافير الموجودة في طبقات الصخور المختلفة، وصاغ حينها مصطلح الدهر الوسيط مستبدلاً ما أطلق عليه مانتل "عصر الزواحف".
- 1856 - العثور على أحافير في وادي نياندر في ألمانيا والتي اعتبرها يوهان كارل فولروت وهيرمان شافهاوزن إنسانًا مختلفًا عن البشر المعاصرين. وبعد بضع سنوات، أطلق ويليام كينغ على هذا الإنسان اسم هومو نياندرتالينسيس.
- 1858 - العثور على أول هيكلٍ عظمي لدينصور في الولايات المتحدة، وهو الهادروصور، نقب عنه ووصفه جوزيف ليدي.
- 1859 - تشارلز داروين ينشر كتاب أصل الأنواع.
- 1861 - العثور على أول هيكل عظمي من الأركيوبتركس في بافاريا بألمانيا، و وصف بأنه الشكل الإنتقالي بين الزواحف والطيور.
- 1869 - أسس جوزيف لوكيير المجلة العلمية نيتشر.
- 1871 - أكتشف أوثنيل تشارلز مارش أول أحافير التيروصورات في أمريكية.
- 1874-1877 - وجد مارش سلسلة من أحافير الخيليات في الغرب الأمريكي، لتلقي الضوء على تطور الخيول.
- 1877 - العثور على أول هيكل عظمي للديبلودوكس بالقرب من كانيون سيتي، في كولورادو .
- 1891 - يوجين دوبوا يكتشف أحافير إنسان جاوة (الإنسان المنتصب- هومو إيريكتوس) في إندونيسيا.

## القرن العشرين
- 1901 - استخرج عالم الجيولوجيا البترولية وليام وارن أوركت أول الأحافير من حفر قطران لابريا في جنوبي كاليفورنيا، وهو موقع غني ببقايا وأحافير ثديات العصر الجليدي.
- 1905 - عرض ديبي الديبلودوكس في متحف التاريخ الطبيعي في لندن. قوالبه المتعددة التي انتشرت في أماكن عدة، ومظهره الضخم المهيب، جعل من كلمة دينصور اسمًا مألوفًا على كل لسان آنذاك.
- 1905 - التيرانوصور ركس، الذي أصبح فيما بعد أشهر أنواع الديناصورات في العالم، يصفه ويسميه لأول مرة العالم هنري فيرفيلد أوزبورن.
- 1909 - اكتشاف أحافير الكمبري في طَفل برجس على يد تشارلز والكوت.
- 1912 - قدم ألفريد فيجنر نظريته الجديدة في الإنجراف القاري، التي نتج عنها نظرية الصفائح التكتونية، المفسرة للعديد من أنماط الجغرافيا الحيوية القديمة التي كشف عنها السجل الأحفوري.
- 1912 - أعلن تشارلز داوسون عن اكتشاف رجل بلتداون في إنجلترا وهي خدعة أربكت علم مستحاثات البشر، إلى أن كُشف تزييفها وأعلن عن ذلك في عام 1953.[15]
- 1912-15 - العثور على سبينوصور في شمال إفريقيا، ويُعتقد أنه أكبر مفترس بري عاش على الإطلاق.
- 1920 - قدم أندرو دوغلاس علم تحديد أعمار الشجر، ومهمة هذا العلم تحديد عمر الأشجار بواسطة حلقاتها.
- 1924 - رايموند دارت يفحص أحافير طفل تونغ، التي عثر عليها عمال المحاجر في جنوب إفريقيا، وأطلق عليه علميا اسم أسترالوبيثكس أفريكانوس .
- 1944 - نشر جورج جايلورد سيمبسون كتاب الإيقاع والوضع في التطور الذي يدمج علم الأحافير داخل الاصطناع التطوري الحديث.
- 1946 - اكتشف ريجينالد سبريج أحافير الحيوات الإدياكارية في أستراليا في الستينيات، وضح مارتن جلاسنر لاحقا بأن هذه الأحافير تعود لما قبل العصر الكمبري.
- 1947 - قدم ويلارد ليبي التأريخ بالكربون 14 .
- 1953 - اكتشف ستانلي أ. تايلر أحافير دقيقة للبكتريا الزرقاء التي تسببت في ظهور الستروماتوليت لما قبل العصر الكمبري منذ حوالي ملياري سنة.
- 1967 - اقترح باول إس. مارتن فرضية القتل الجائر، التي افترضت قيام سكان أمريكا الأصليين أدى إلى إنقراض حيوانات البليستوسين الضخمة في أمريكا الشمالية.
- 1972 - اقترح كل من نيلز ألدريج وستيفن جاي غولد نظرية التوزن النقطي، مدعين أن التاريخ التطوري لمعظم الأنواع يتضمن فترات طويلة من الركود تتخلها فترات قصيرة نسبيًا من التغيرات السريعة.
- 1974 - اكتشف دونالد جوهانسون وتوم جراي أحفورية لأنثى عمرها 3.5 مليون سنة مكتملة بنسبة 40٪ وأطلقوا عليها اسم لوسي.
- 1980 - اقترح لويس ألفاريز، ووالتر ألفاريز ، وفرانك أسارو، وهيلين ميشيل فرضية ألفاريز، القائلة بأن مذنبًا أو كويكبًا قد ضرب الأرض قبل 66 مليون سنة مما تسبب في انقراض العصر الطباشيري -الباليوجيني، بما في ذلك انقراض الديناصورات غير الطيرية وإزدياد تركيز الإيريديوم في حد الطباشيري-الباليوجيني .
- 1982 - نشر جاك سيبكوسكي وديفيد م. راوب تحليلًا إحصائيًا للسجل الأحفوري للافقاريات البحرية والذي يُظهر نمطًا (ربما دوريًا) للانقراض الجماعي المتكرر.
- 1984 - اكتشف هو شونغويه موقع أحافير طَفل مواتينشين العائد تاريخه للعصر الكمبري في مقاطعة يونان بالصين.
- 1993 - أكتشف يوهانس جي إم ثيويسن وسيد تيسير حسين أحافير لسلف الحوت البرمائي أمبولكيتوس في باكستان.
- 1996 - اكتشف لي يومين أحفورة دينصور من وحشيات الأرجل سينوسوريتركس وبه أدلة على أمتلاكها للريش، وذلك في مقاطعة لياونينغ في الصين.

## القرن الواحد والعشرين
- 2004 - اكتشاف التيكتاليك، وهو شكل انتقالي بين الأسماك لحميات الزعانف ورباعيات الأطراف في كندا على يد تيد دايسشلر ونيل هـ. شوبين وفاريش أ. جنكينز جونيور.
- 2009 - اكتشاف أحافير تيتانوبوا، وهي ثعبان عملاق، في مناجم الفحم في سيريخون في لا غواخيرا في كولومبيا، مما يشير إلى أن درجات الحرارة الاستوائية في العصر الباليوسيني كانت أعلى من اليوم.[16]
- 2016 - العثور على أحفورة لذيل فرخ صغير من أحد أنواع صغير السيلوروصوريات، محفوظة بالكامل في العنبر بما في ذلك أنسجتها الرخوة، في ميانمار على يد ليدا زينغ [17]

## أنظر أيضا
- تاريخ علم الأحياء
- تاريخ الجيولوجيا
- تاريخ علم الحفريات